# Pavlivka
Pavlivka (en ukrainien : Павлівка), en russe : Павловка Pavlovka) est un village et une commune de type urbain située en Ukraine. Ce village dépend du conseil municipal de Dovjansk dans l'oblast de Louhansk. Occupé depuis 2014 par République populaire de Lougansk et depuis 2022 annexé à la Russie, annexion non reconnue par la communauté internationale.

## Géographie
Dovjansk se trouve à 9 km au sud-est de Pavlivka et Louhansk se trouve à 49 km au nord du village.

## Histoire
Le village de Pavlivka dans le Donbass est fondé en 1905 et reçoit le 28 octobre 1938 le statut de commune de type urbain.
Il comptait en 1989 une population de 1 405 habitants et de 1 123 habitants en 2001, puis de 1 050 habitants en 2013.
Depuis le référendum de 2014 et guerre du Donbass, cette commune fait partie de la république populaire de Lougansk.